# Bien intermédiaire
Les biens intermédiaires de production sont des biens qui sont transformés par des entreprises et qui sont (quand ils ne sont pas exportés) le plus souvent acquis par d’autres entreprises dans le but d’être transformés en d’autres biens (soit par incorporation soit par destruction). Au bout de cette chaîne de transformation se situent les biens de consommation.